# Gabriel Lipuš
Gabriel Lipuš, koroškoslovenski pevec, pevski pedagog in skladatelj, * 16. marec 1965, Železna Kapla, Avstrija.

## Življenje in delo
Po maturi leta 1983 na Slovenski gimnaziji v Celovcu se je istega leta na celovški pedagoški akademiji vpisal na študij glasbene vzgoje, iz katerega je leta 1986 diplomiral. Leta 1984 se je vpisal na študij petja na Koroškem deželnem konservatoriju (pri Janezu Kampušu), dve leti kasneje je prav tam začel še študij jazza (klavir in teorija) pri Haraldu Neuwirthu. Med letoma 1989 in 1990 je na Univerzi za glasbo in upodabljajočo umetnost v Gradcu študiral jazzovsko petje pri Jay Clayton. Leta 1992 se je potem vpisal na študij petja na Univerzi za glasbo in upodabljajočo umetnost na Dunaju (pri Ralphu Döringu in Kurtu Equiluzu), kjer je leta 1996 diplomiral. 
Leta 1992 je začel redno nastopati kot baritonist, od leta 2007 pa nastopa tudi kot tenorist. Pel je v številnih koncertnih in gledaliških hišah po Evropi, najbolj dejaven pa je na prostoru Alpe-Jadran. Sodeluje s številnimi orkestri, skladatelji, glasbeniki in režiserji iz Slovenije in ostale Evrope, tako npr. z Big Bandom RTV Slovenija, Bernardo Fink in Vinkom Möderndorferjem.
Lipuš piše glasbo za televizijo, film in radio, mdr. je uglasbil različne otroške knjige (npr. Juri Muri v Afriki Toneta Pavčka in Konferenca živali Ericha Kästnerja). Poleg tega je kot skladatelj in aranžer sodeloval z večino slovenskih gledališč. Kot pevec je zastopan na številnih zgoščenkah, ki jih od leta 1987 izdaja tudi v samozaložbi. V zvezi s tem je leta 2004 ustanovil založbo Item Records.
Poleg njegove ustvarjalne dejavnosti od leta 1986 neprekinjeno deluje kot glasbeni in pevski pedagog. Učil je na različnih gimnazijah v Celovcu in okolici, od leta 1997–2004 je delal tudi na slovenski glasbeni šoli v Celovcu. Med letoma 2001 in 2018 je poučeval solistično petje na Koroškem deželnem konservatoriju. Redno predava tudi v okviru akademij in mojstrskih tečajev. Leta 1998 je ustanovil Glasbeno gledališče Gabriel, v okviru katerega prireja koncerte in gledališke predstave za otroke in odrasle.

### Zasebno
Lipuš živi v Celovcu, je sin pisatelja Florjana Lipuša ter brat pesnice Cvetke Lipuš in fotografa Marka Lipuša.

## Nagrade
- 2003: Nagrada za najboljšo predstavo v okviru 10. mednarodnega festivala Zlata paličica v Ljubljani
- 2004: Podporna nagrada za glasbo zvezne dežele Koroške
- 2005: Nagrada sekcije za umetnost zveznega kanclerstva na Dunaju za čezmejno kulturno delovanje

## Diskografija (izbor)
- Plevel / Unkraut 1. Šansoni. Item Records, 1987.
- Juri Muri v Afriki (Tone Pavček). Skupaj s Poldetom Bibičem. Klagenfurt/Celovec: Mohorjeva/Hermagoras, 1990.
- Jošt in Jaka. Muzikal. Item Records; SPZ, 1995.
- Malo čezz. Glasbeni kabaret. Pesmi Borisa A. Novaka, Janija Oswalda, Gustava Januša in Andreja Rozmana Roze. Item Records, 2000.
- Robert Schumann: Dichterliebe; Ludwig van Beethoven: An die ferne Geliebte. Item Records, 2002.
- Čisto čezz. Glasbeni kabaret. Pesmi Andreja Rozmana Roze, Gustava Januša in Milana Dekleve. Item Records, 2008.
- Requi:em. Elektronska glasba. Item Records, 2011.
- Charles Gounod: Messe Solennelle; Anton Bruckner: Te Deum. Skupaj s Tünde Szaboki, Lydio Vierlinger in Josefom Wagnerjem. Kammerchor Klagenfurt Wörthersee, Kärntner Sinfonieorchester, Dirigent: Christian Liebhauser-Karl. Msc Media, 2011.
- Robert Stolz und seine Welterfolge. Skupaj z Regine Hangler in Militärmusik Kärnten. Msc Media, 2015.
- Wo du nicht bist...Begegnung mit Schubert. Skupaj s skupino Carinthia Saxophon Quartett. Item records, 2017.